# Gehgips

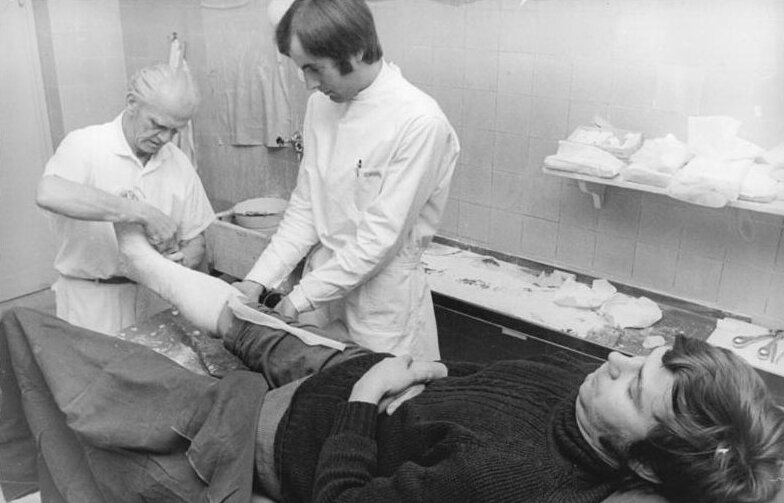
Anlegen eines Gehgipsverbands am Unterschenkel

Als Gehgips (Gehgipsverband) bezeichnet man einen geschlossenen, gepolsterten Gipsverband, der am Unterschenkel oder am kompletten Bein eines Patienten angelegt wird. Der Patient kann, im Gegensatz zu einem Liegegips, mit dem eingegipsten Fuß auftreten, je nach medizinischer Indikation unter Zuhilfenahme von Unterarmgehstützen. Ein Gehgips wird angewandt, wenn eine Ruhigstellung nötig, jedoch eine gewisse Belastung und Mobilität möglich ist.
Als Gehhilfe wird entweder ein Gehstollen oder ein Gehgipsabsatz an der Sohle des Gipsverbandes einmodelliert. Bei beiden Möglichkeiten kann der Patient den gebrochenen oder verletzten Fuß am Boden aufsetzen und sich daher auf zwei Beinen fortbewegen. Es gibt auch die Möglichkeit, eine Lauf- oder Gehsohle zu verwenden.
Diese wird mittels Klettverschlüssen an einem als Liegegips angelegten Gipsverband mit der Gehfläche nach unten zum Boden gerichtet am Gips festgeschnallt. Die Laufsohle wird oft in Kombination mit einem Kunststoffgips angewendet. Früher wurde bei Gehgipsen fast immer ein Gehstollen verwendet, seit einiger Zeit haben sich jedoch Laufsohlen durchgesetzt, deren Vorteil darin liegt, dass der Patient den Fuß fast normal abrollen kann.